# Ульбашев, Ахмадия Мусаевич

Мемориальная доска на доме № 18 на проспекте Ленина, Нальчик

Ахмадия Мусаевич Ульбашев (карач.-балк. Улбашланы Мусаны жашы Ахмадия; 10 марта 1905 — 25 ноября 1965, Нальчик, КБ АССР, СССР) — балкарский поэт и прозаик, член Союза писателей СССР.

## Биография
Ахмадия Ульбашев родился в марте 1905 в ауле Шаурдат, в Верхней Балкарии в семье имама из Чегема Муссы Ульбашева. Учился в медресе при сельской мечети.
В 1926—1930 годах учился в Москве в Коммунистическом университете трудящихся Востока имени И. В. Сталина.
После окончания работал учителем в Ленинском учебном городке в Нальчике.
В 1935 году по ложному доносу, за цикл стихов, осуждающих сталинские репрессии, был репрессирован и сослан на Колыму на 20 лет.
В 1955 году, после полного отбывания срока, вернулся к семье, в Среднюю Азию, депортированной в 1944 году. На родину вернулся в 1958 году.
Проживал в доме № 18 на проспекте Ленина в Нальчике.
В 1966 году дело А. М. Ульбашева было пересмотрено Военной комиссией Верховного суда СССР, он был реабилитирован, восстановлен в правах члена Союза писателей СССР.
Память
На доме № 18 на проспекте Ленина в Нальчике установлена мемориальная доска.

## Творчество
Первые стихи были опубликованы в 1931 году в сборнике «Жангы жашау жолунда» («На пути к новой жизни»).
В 1934 году вышел в свет сборник его рассказов «Школчулагъа» («Школьникам»).
После возвращения из ссылки, стихи Ульбашева не публиковались.
В одном из значительных своих произведений колымского периода, поэме «Алий» (1939—1956), выступает в качестве прототипа главного героя, которому суждено было испытать все тяготы ссыльной жизни.
Сборник его стихотворений «Черек» вышел в свет в 1967 году, уже после смерти поэта.